# الاختراع الحر وفن لعب الشطرنج (كتاب)
كتاب الاختراع الحر وفن لعب الشطرنج هو أحد أوائل الكتب التي نشرت في أوروبا، بعد كتاب بيدرو داميانو عام 1512. كتبه الأسقف الإسباني روي لوبيث دي سيجورا، ونشر عام 1561 في ألكالا دي إيناريس.

## تفاصيل
في عام 1560، زار روي لوبيث روما واستطاع قراءة كتاب داميانو. لكنه لم يعجبه وقرر تأليف كتاب أفضل يحتوي على نصائح عامة في الشطرنج، قواعد اللعب، ومُناقشات حول أصل اللعبة. أيضًا يُوصي الكتاب ببعض الافتتاحيات في اللعب، وينتقد المُباريات، ويقوم بتحليل كتاب داميانو. تُرجم الكتاب إلى اللغة الإيطالية عام 1584 وإلى الفرنسية في القرن الـ 17.
يتكون الكتاب من أربعة فصول. يتحدث الفصل الأول عن الشطرنج بصورة عامة، ويُناقش التاريخ، ويعرض القواعد المُستخدمة في هذا الوقت، حقبة تاج مملكة قشتالة، حيث أن الوصول إلى طريق مسدود يعني انتصار اللاعب الآخر، يستطيع اللاعب أيضا الفوز بالتقاط جميع قطع المُنافس، ما عدا الملك. يعرض الكتاب أيضا قاعدة الخمسين حركة.
في الفصل الثاني، أدخل روى لوبيث كلمة غامبت وأعطى عدة أمثلة لافتتاحات في اللعب لم يتم نشرها من قبل، مُناورة الملك، عدة بدائل لافتتاحية الفيل، والتي تعرف اليوم باسم دفاع شتاينيتز لروي لوبيث.
فيما عُدا الفصلين الأخيرين من الكتاب نقدًا لمُباريات داميانو بعد الحركات 1e4 e5. اعتقد داميانو أن 2Cc6 كانت الحركة الأفضل في الشطرنج، بينما اعتبرها روي لوبيث أقل بسبب الحركة 3Ab5، الحركة التأسيسية لافتتاحية اللعب والتي تعرف حاليا بروي لوبيث، على الرغم من أنه لم يكن الشخص الذي اخترعها.